# Mesoleptos
Mesoleptos — рід мозазавроїдів пізнього крейдяного періоду Європи та Близького Сходу.